# こいのことば
『こいのことば』は、緑のルーペによる日本の漫画作品。WEBサイト『ぽこぽこ』（太田出版）にて2013年6月から2014年6月まで連載された。単行本は全1巻。
エロ漫画家の青年と中学生の美少女の複雑な恋愛関係を描いていく物語。キャッチコピーは「6畳2間の秘密の恋。」であり、「美少女・悠里と漫画家の「せんせー」が繰り広げる、切なくてエロティックな物語。」と銘打たれる（単行本の宣伝帯より）。また、主人公の職業柄による私生活やエロ漫画家としての緒事情にも劇中で触れられており、ヒロインの目線で物語が進む場合、同級生の思春期の心理描写が描かれている。

## あらすじ
エロ漫画家の青年・芳川藤之助は、自身の私生活に対して遣る瀬無い気持ちになりながらも受け入れてエロ漫画を描く日々を送っていた。一方、中学生の美少女・栗原悠里は藤之助の部屋に寝泊りしており、同時に彼と肉体関係に浸るまでの関係を結ぶほど愛していた。
時は遡り、ある日の晩のファミレスにて、二人の出会いが始まる。二人はファミレスの席がいつも後ろ同士に座り、互いに気を引こうとして、藤之助はいつものように漫画を描き、同時に料理を多く注文していたのと同時に、悠里自身もそれを真似て多めに注文をしたことから互いに意思疎通しているものと思っていた。大学生二人が現れて悠里がナンパされているところ、彼女と藤之助が目をあわした途端に悠里を連れ出して逃亡。これが縁で互いに馴れ合って以降、悠里は藤之助の住むマンションへ通い妻のように毎日遊びに来るようになるが、これには悠里の両親が喧嘩していることに耐えかねた末の逃亡でもあった。
悠里は学園生活をそれなりに送っていたが、自身に思いを寄せていた小宮が文化祭のおひらきの直後に悠里と藤之助が行為に浸っていたのを目撃してショックを受け、そこを小宮に思いを寄せる七木田が慰めたが突き放されて関係が悪化し、七木田がクラスメイトの女子に悠里に起こった事を話すと、次第にクラスメイト全員が「全部悠里が悪い」と決め付けられてしまい、挙句の果てには七木田は悠里の劣悪な家庭事情を全て嘘であると讒言して悠里を陥れたことで悠里は卒業まで周囲から疎まれる事になった。
後に高校に進学した悠里は藤之助との関係は続いているものの、次第に本心を明かす。喧嘩しているのは悠里の両親ではなく、悠里と、自身の母親のほうであり、悠里の父が病気で入院したのを前後して悠里の母は仕事と見舞いに追われるばかりで悠里がぞんざいにされていたことから、「元気だった父親にそっくり」だった藤之助を自身の居場所にしていたことが真実だった。この事情を知った藤之助は、悠里の母に会いに行くことを決意。悠里の母は藤之助を快く迎え入れ、悠里とも和解して家庭問題を解決した。その後、藤之助は悠里の事を思って高校で青春を過ごすことを諭して暫く悠里と別れることを決意し、ケータイの連絡先を交換し合った後で暫く音信不通になる。そこから4年後、30歳になった藤之助は悠里との再会を示唆するところで物語の幕は閉じる。

## 登場人物
芳川藤之助（よしかわ とうのすけ）
本作の主人公兼語り部である、エロ漫画家の青年。初登場時25歳。長身で眼鏡をかけた長髪と無精髭が特徴。マンションで一人暮らしをしている。ファミレスで漫画を描いているところを悠里と出会い、次第に彼女に惹かれて肉体関係にまで至る。職業柄も相まって悠里と出会うまで孤独同然の生活を送っており、友人と呼べるものも皆無であるうえに家族とも連絡を取っていない。少年時代は藪で覆われた二宮金次郎の像の下で昼食を摂っていたことが落ち着いていたと語っており、そのころから周囲とのコミュニケーション範囲が薄かったことが示唆されている。また、それらの自身の人生経験を悠里に語り、彼女から家庭の事情の真実を聞かされ、また後に悠里が母親との関係を修復したのを皮切りにケータイの連絡先を交換し合った後、彼女のためを思ってしばらく別れる。その4年後に再会し、最終回で30歳の誕生日を迎える。
栗原悠里（くりはら ゆうり）
本作のヒロインである、黒髪のポニーテールの美少女。初登場時は中学3年生でセーラー服を着ており、第9話から高校入学に伴いブレザーを着る。父親の長期に亘る入院が原因で母親との関係が劣悪応対となっており、そこから逃げるようにファミレスで出会った藤之助と出会い、彼が「元気だった頃の父親にそっくり」であったことから惹かれてやがて肉体関係にまで至る（そのため、藤之助と出会った当初に訊かれた家庭事情を「両親が喧嘩しているからあまり帰宅しない」と嘘をついていた）。処女喪失の影響からか、藤之助の職業柄からくる生理現象（オナニーおよびおかず）をまじまじと観察したり、セックスに積極的になったりする。
後に家庭問題を解決して、藤之助に諭されて暫く分かれて4年後に再会する。メモを書くのが趣味かつクセで、しばしばふくろうマンのイラストを入れることがあり、それを藤之助に突きつけている。
ふくろうマン
本作のマスコットキャラクターで、もう1人の語り部。腹巻をしたミミズク型のフクロウ。名前は単行本巻末のあとがきより。
七木田
悠里のクラスメイトで陸上部マネージャー。そばかすがあるショートヘアの少女。サバサバして勝気で自己中心気味な性格。藤之助と悠里の関係を調べるために、藤之助のマンションに上がり込む。悠里の最大の理解者で、彼女の家庭事情を熟知しており、藤之助の存在により明るくなったことで藤之助に感謝していると同時に悠里を物にすることを後押しする。小宮に思いを寄せており、藤之助に後押ししたのも悠里に思いを寄せている小宮を諦めさせる都合のいい渡り舟でもあった。
文化祭の直後、小宮を連れ出して悠里と藤之助との関係を小宮に突きつけて悠里を諦めさせることに成功したと思い込み優越感に浸り、小宮に告白して結ばれることを目論み、ショックを受けた小宮を慰めたことが仇となって彼に激烈な口調で拒絶されてしまう。このことをクラスメイトの女子に話し、先述の都合の良さを利用した事を棚に上げて悠里の家庭事情を手の平を返したように嘘であると讒言して悪人扱いし、悠里と絶交する。このことで悠里はクラスから孤立することとなった。これをふくろうマンは「思春期ゆえの未熟さ」と表現している。
小宮龍信
悠里のクラスメイトで陸上部部員。左目の舌に泣き黒子がある短髪の少年。名前の真ん中に文字を逆にして読み「リュウグウ」とあだ名されている。悠里に思いを寄せているが、文化祭の直後に七木田に連れ出され、悠里が藤之助にフェラチオしているところを見てしまったために激しいショックを受け、それをフォローした七木田を突き放した。このことで悠里はクラスメイトから卒業まで疎まれる事になった。
悠里の母
名前不明。夫が病気になり入院したのと前後して仕事と見舞いに追われて酒に逃げて悠里を次第にぞんざいにしていたこと（＝ネグレクト）で親子仲が悪くなるが、後に改心し、自身に会いにきた藤之助を迎え入れた。

## 書籍
- 緑のルーペ『こいのことば』太田出版、全1巻
  1. 2014年8月28日初版発行、2014年8月26日発売 ISBN 978-4-7783-2235-9